# Sankarpur
Sankarpur is een census town in het district Paschim Bardhaman van de Indiase staat West-Bengalen.

## Demografie
Volgens de Indiase volkstelling van 2001 wonen er 5.921 mensen in Sankarpur, waarvan 53% mannelijk en 47% vrouwelijk is. De plaats heeft een alfabetiseringsgraad van 60%.